# Cissus quinquangularis
Cissus quinquangularis är en vinväxtart som beskrevs av Emilio Chiovenda. Cissus quinquangularis ingår i släktet Cissus och familjen vinväxter. Inga underarter finns listade i Catalogue of Life.